# 鳳凰光学
鳳凰光学（中国語: 凤凰光学集团有限公司、Phenix Optical Co., Ltd.）は、中華人民共和国の企業。Phenix（フェニックス、鳳凰、凤凰）をブランドとするカメラ・光学機器メーカーである。

## 沿革
1965年創立の「江西光学儀器総廠」（江西省徳興市）を前身とする。
前身の「江西光学儀器総廠」は当初、中華人民共和国国内の同系列企業（上海照相機二廠・上海映画器械工場・南京江南光学計器工場等）と連繋し「海鴎 (HAIOU)」の名の一連のカメラの中、35mmレンジファインダー機を製造・販売し、1983年に、同社のハウスマークを現在の「PHENIX」（鳳凰）に変更した。ベストセラーとなる35mmレンジファインダーカメラ機「鳳凰205」を同年発売。
その後、各種の35mmレンジファインダーカメラを製造。1984年に303型一眼レフを開発・製造・販売。1985年には851型一眼レフ、レンジファインダーカメラJG304及びJG305等を製品化し、1985年技貿結合方式によって「京セラ」と協働し「YASHICA FX-3SUPER」の生産ラインと技術導入がなされた。
1987年に本社工場を江西省上饒市に移転。
1991年にPHENIX（鳳凰）オリジナルの一眼レフで、縦走金属幕シャッター中央部重点測光/TTL測光/コンタックス・ヤシカマウントのDC303（Y/C）を発売。その後1992年には、同機のマウントをM42マウントに改良したDC303Kを発売した。DC303シリーズは、その後発売の「YASHICA FX-3 super2000」の機構と同一又は類似する機構を持ち、同系列の一眼レフに属する。
1998年にISO 9002を取得。デジタル・コンパクトカメラの開発を開始した。香港支社を設置。
1999年アメリカ支社を設置。また、安原製作所により委託生産されたレンズ交換式レンジファインダーカメラである安原一式と同一又は類似の「JG50」を中華人民共和国建国50周年記念として500台限定生産した。新設計のエルマータイプの沈胴式50mmF2.8標準レンズを装着して発売、また一眼レフのシャッター技術を応用するなど、同社の新開発技術を披露した。この年、「中国馳名商標（中国驰名商标）」に認定される。
同時期に一眼レフ及びデジタルカメラ（例：400万画素"SX410Z"&c.）の領域において、中国のカメラ業界で確固とした地位を確立した。
2002年、鳳凰光学（広東）有限公司を設立。
2004年、鳳凰光学（上海）有限公司を設立。ISO 14001を取得。
2008年現在、従業員7000名（内技術者700名）を擁し、上海の海鴎グループと並ぶ、中国最大の光学メーカーである。

## 代表機種
- 1983年-1985年（A型）より製造：Phenix (鳳凰) 205（中国のカメラ史上最も多く製造された機種）
  - 35mm 二重像合致式レンズ固定式距離計連動カメラ：レンズ　Phenix (鳳凰) 50mmF2.8(3群4枚構成)：機械式レンズシャッター：B、1～1/300sec.：採光式ブライトフレーム倍率1.0倍視度自動補正LED3個による自動CDS露光計完全連動：上面レバー式巻上げ、137×86×78mm、700g
  - 発売価格：270元 （A型は1985年からの改良型でストロボのホットシュー付）

- 1992年製造：Phenix (鳳凰) 303 (コパル製縦走金属製シャッター採用の高級一眼レフカメラ)
  - 35mm 一眼レフカメラ：標準レンズ=Phenix MC 50mm F1,7(5群6枚構成)：縦走り金属幕シャッター：コンタックス/ヤシカマウント採用のレンズ交換式：最高速シャッタースピード1/2000sec、X接点1/125sec連動：ファインダー固定式、倍率0.91倍、視野率92％。LED3個で露光の過不足を表示、スプリットイメージ、マイクロプリズム式焦点調節、SPDによるTTL中央部重点測光、ISO100でEV2～19：フィルム送り上面130°予備角20°、610g、138×85×90mm
  - 発売価格：835元

## 主な拠点所在地
- 鳳凰光学儀器集団有限公司：江西省上饒市光学路1号
- 鳳凰光学株式有限公司：江西省上饒市光学路1号
- 鳳凰光学（広東）有限公司：広東省中山市火炬高新技術産業開発区科技大道西